# 哑叭庄遗址
哑叭庄遗址，位于中国河北省沧州市哑叭庄村，为任丘市的一个全国重点文物保护单位，类型为古遗址，公布时间为1993年7月15日。
哑叭庄遗址的历史年代为新石器时代。